# Parafia Podwyższenia Krzyża Świętego w Wodzisławiu Śląskim
Parafia  Podwyższenia Krzyża Świętego – parafia rzymskokatolicka znajdująca się w Wodzisławiu Śląskim, należąca do dekanatu Wodzisław Śląski, archidiecezji katowickiej.

## Historia
Parafia została wydzielona z parafii Wniebowzięcia NMP w Wodzisławiu. Kościół powstał z powiększenia kaplicy cmentarnej. Przed rozbudową wierni uczęszczali na nabożeństwa do kościoła w Jedłowniku oraz parafii Wniebowzięcia NMP w Wodzisławiu. 10 września 1977 dekretem biskupa Herberta Bednorza została erygowana nowa parafia, a 14 września 1977 kościół został poświęcony. Projektantem kościoła był inż. Andrzej Kotas. Wystrój wnętrza zaprojektował Henryk Piechaczek z Jedłownika. Pierwszym proboszczem został ks. Borys Kroczek.  
W 1980 nowym proboszczem został ks. Jerzy Palarczyk. W tym samym roku nowy proboszcz otrzymał zgodę na budowę probostwa i salek katechetycznych. 24 czerwca 1983 założono w kościele dwa dzwony o łącznej wadze 331 kg. Wykonawcami była odlewnia dzwonów Felczyński z Przemyśla. Fundatorami byli ojciec i syn, Bolesław i Zbigniew Spandel. W 1987 została założona kościele nowa chrzcielnica. W 2001 kościół został rozbudowany. Architektem przebudowy był Stanisław Kwaśniewicz. Na przełomie 2005 i 2006 zamontowano w nowe witraże, a w maju 2010 został poświęcony nowy ołtarz przez bp Gerarda Bernackiego. Obecnie do parafii należy 1876 katolików. Parafia obchodzi odpust w pierwszą niedzielę po 13 września.

## Proboszczowie[1]
- ks. Borys Kroczek 1977–1980
- ks. Jerzy Palarczyk 1981–1984
- ks. Achilles Niesporek 1984–1996
- ks. Henryk Latosi 1996–2020
- ks. Andrzej Cioska 2020-2023
- ks. Zbigniew Pilecki od 2023